# ГЕС Робер-Бурасса
ГЕС Робер-Бурасса (раніше відома як ГЕС Ла-Гранд-2) (фр. Aménagement Robert-Bourassa) — діюча гідроелектростанція на річці Ла-Гранд — Бе-Джеймс, Квебек, Канада. Споруджена в рамках проекту Затока Джеймс. Власник — Hydro-Québec. Потужністю — 5616 МВт, має 16 радіально-осьових турбін введених до експлуатації у 1979–1981 Середнє річне виробництво — 26500 ГВт
Найбільша ГЕС в Канаді. Спочатку називалася ГЕС Ла-Гранд-2, пізніше перейменована на честь прем'єр-міністра Канади, що ухвалив рішення про реалізацію проекту.
Разом з сусідньою ГЕС Ла-Гранд-2-A потужністю 2106 МВт (LG-2-A), введену в експлуатацію в 1991–1992 роках, є формально двома різними ГЕС, фактично ж вони використовують одні й ті ж підпірні гідротехнічні споруди, ідентичне обладнання, одне водосховище, так що фактично це єдиний комплекс. Обидві станції мають підземні машинні зали, і приблизно однакові напори — 137 і 138,5 м відповідно. Сукупне вироблення — 37,4 млрд.кВт.год.
Напір на гідроагрегатах створюється за допомогою кам'яно-накидної греблі заввишки 162 м що перекриває річку. Крім неї, водосховище утворене ще 29-ма дамбами. Площа водосховища — 2835 км².
Найцікавіше спорудження комплексу — вирубаний в скелях береговий водоскид, без облицювання бетоном, пропускною здатністю 17600 м³/с.

## Галерея

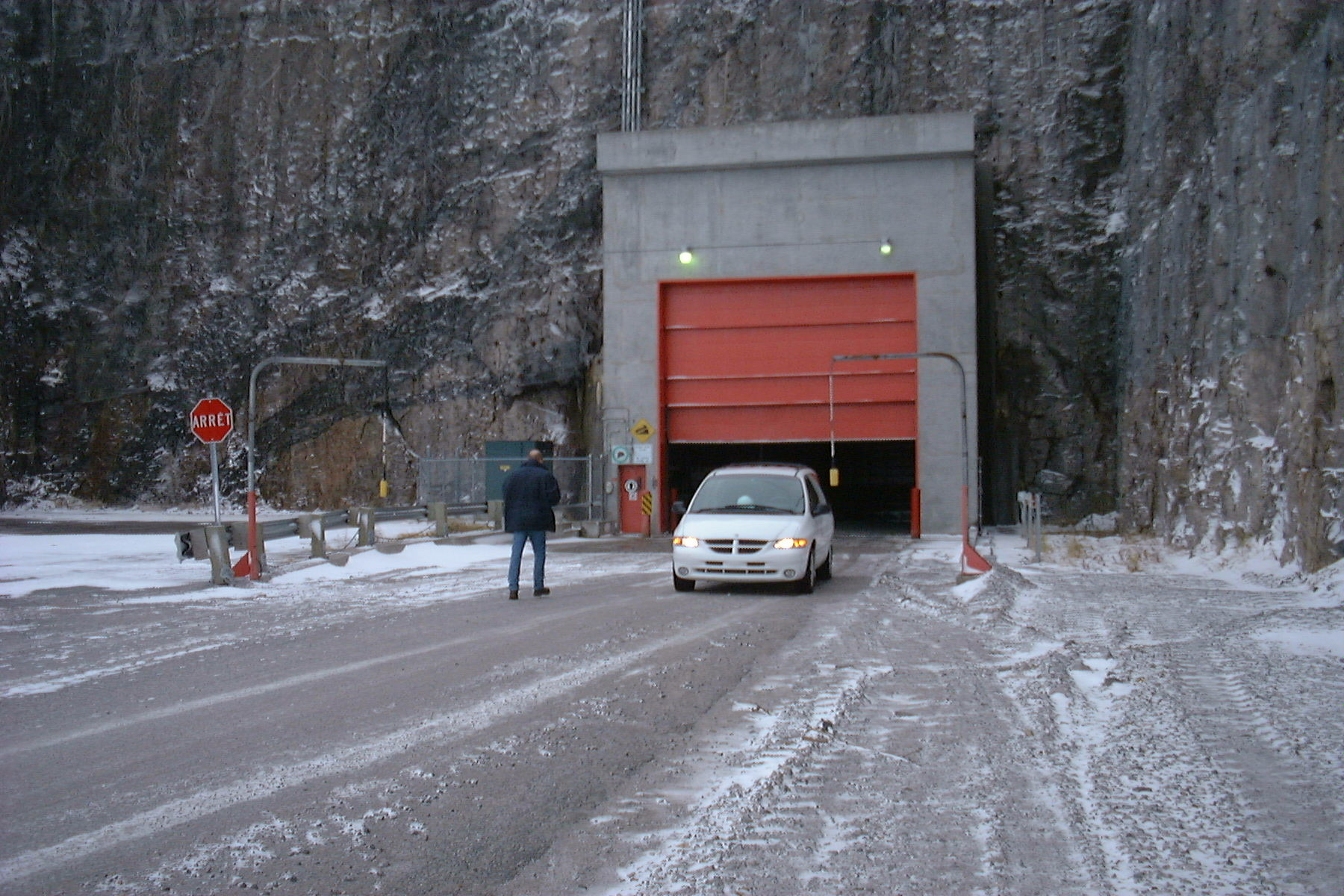
Main entrance of the underground generating station.
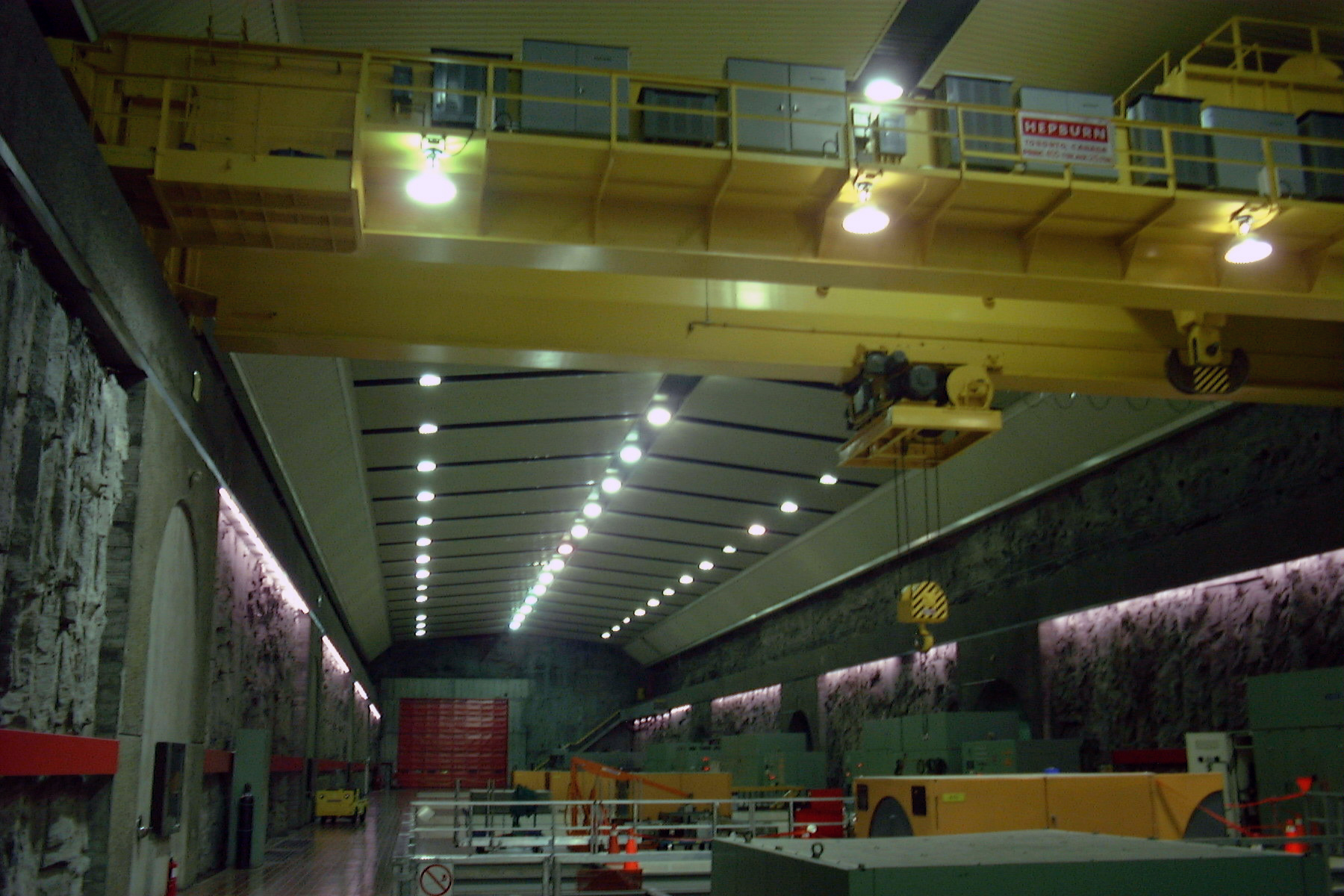
The bridge crane in the generating station.
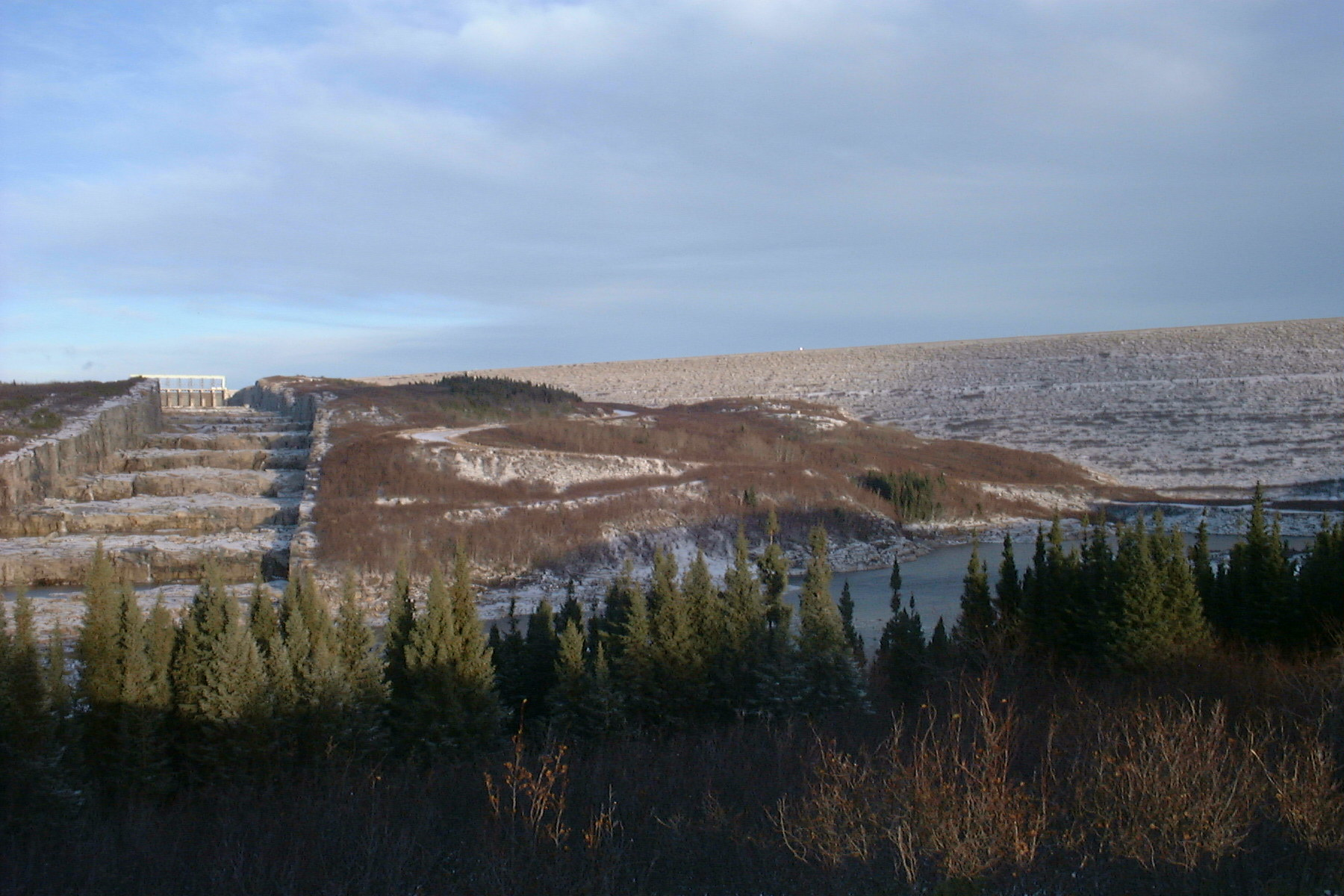
The spillway, nicknamed The Staircase of the Giants, and dam (partially visible).
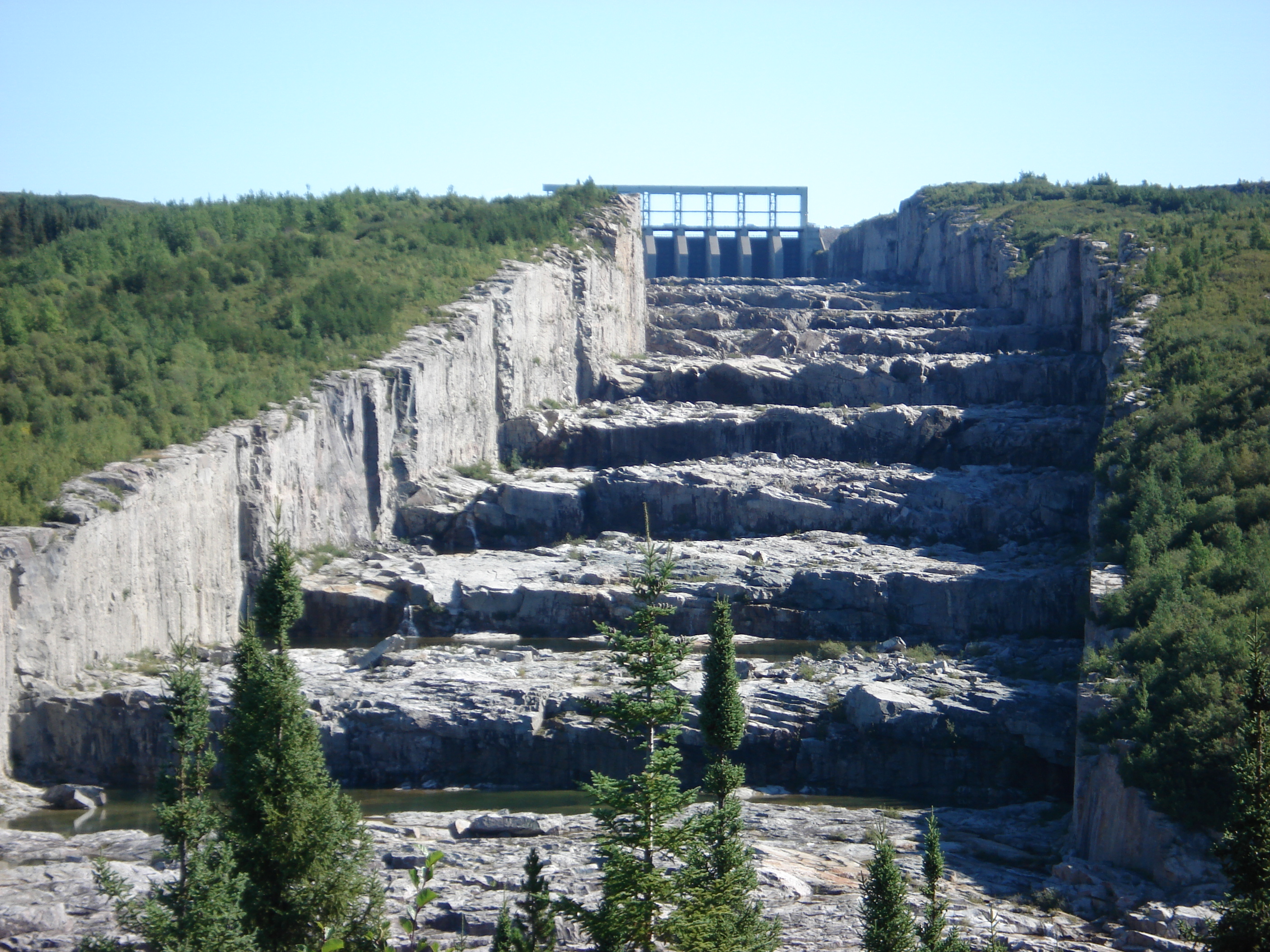
The spillway, nicknamed The Staircase of the Giants.
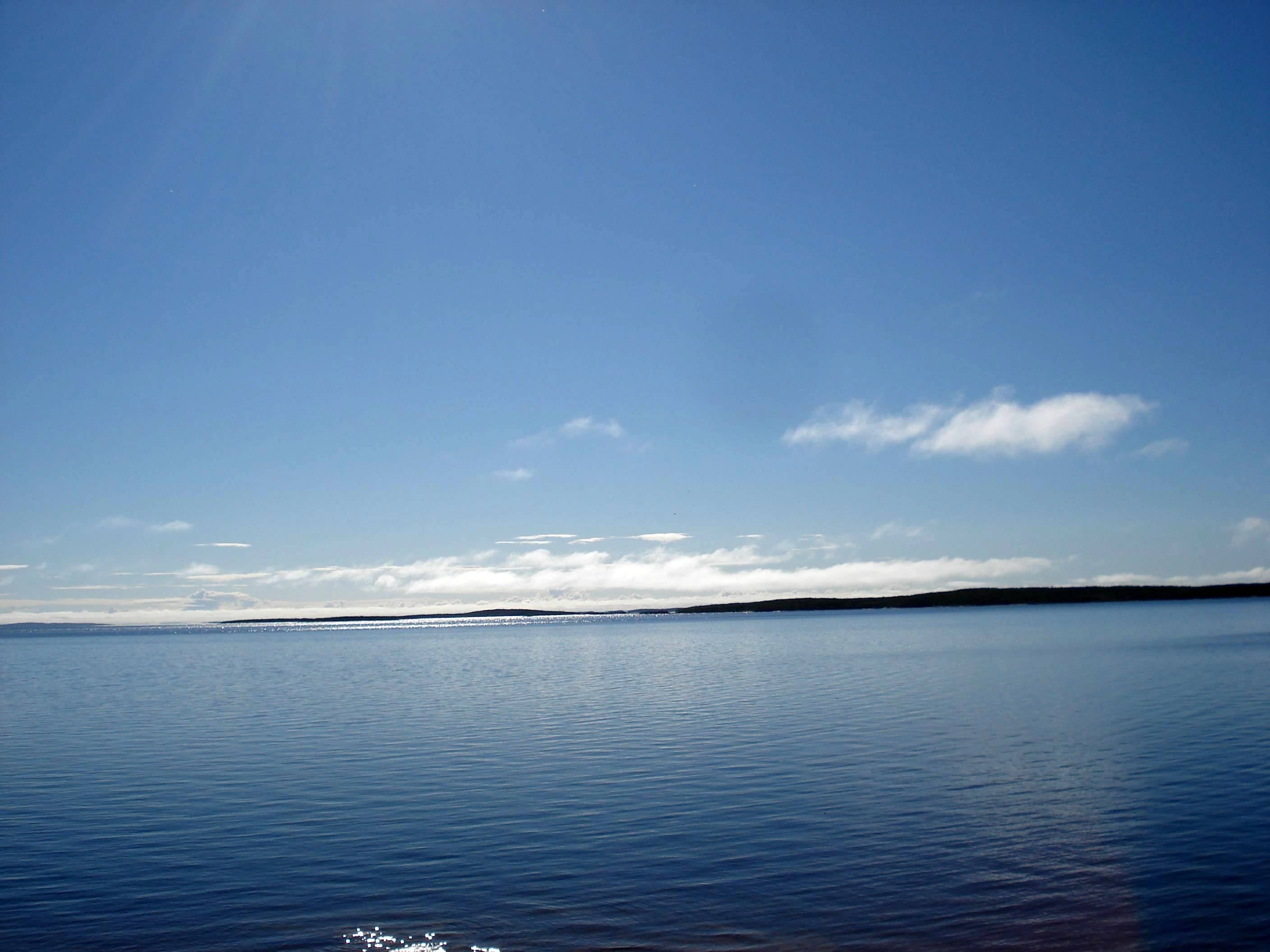
The Robert-Bourassa Reservoir, near the generating station.
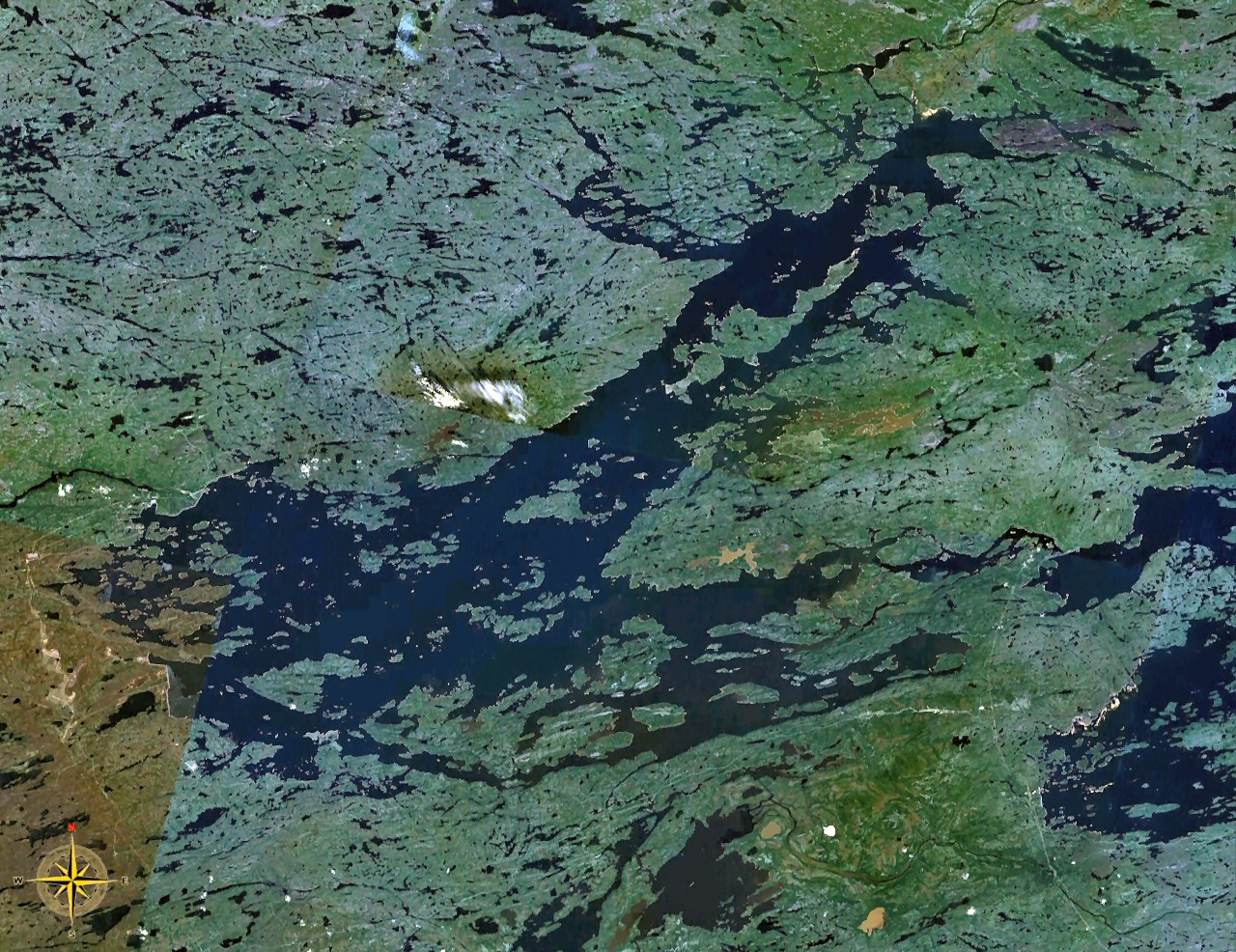
The Robert-Bourassa Reservoir, as seen from space.
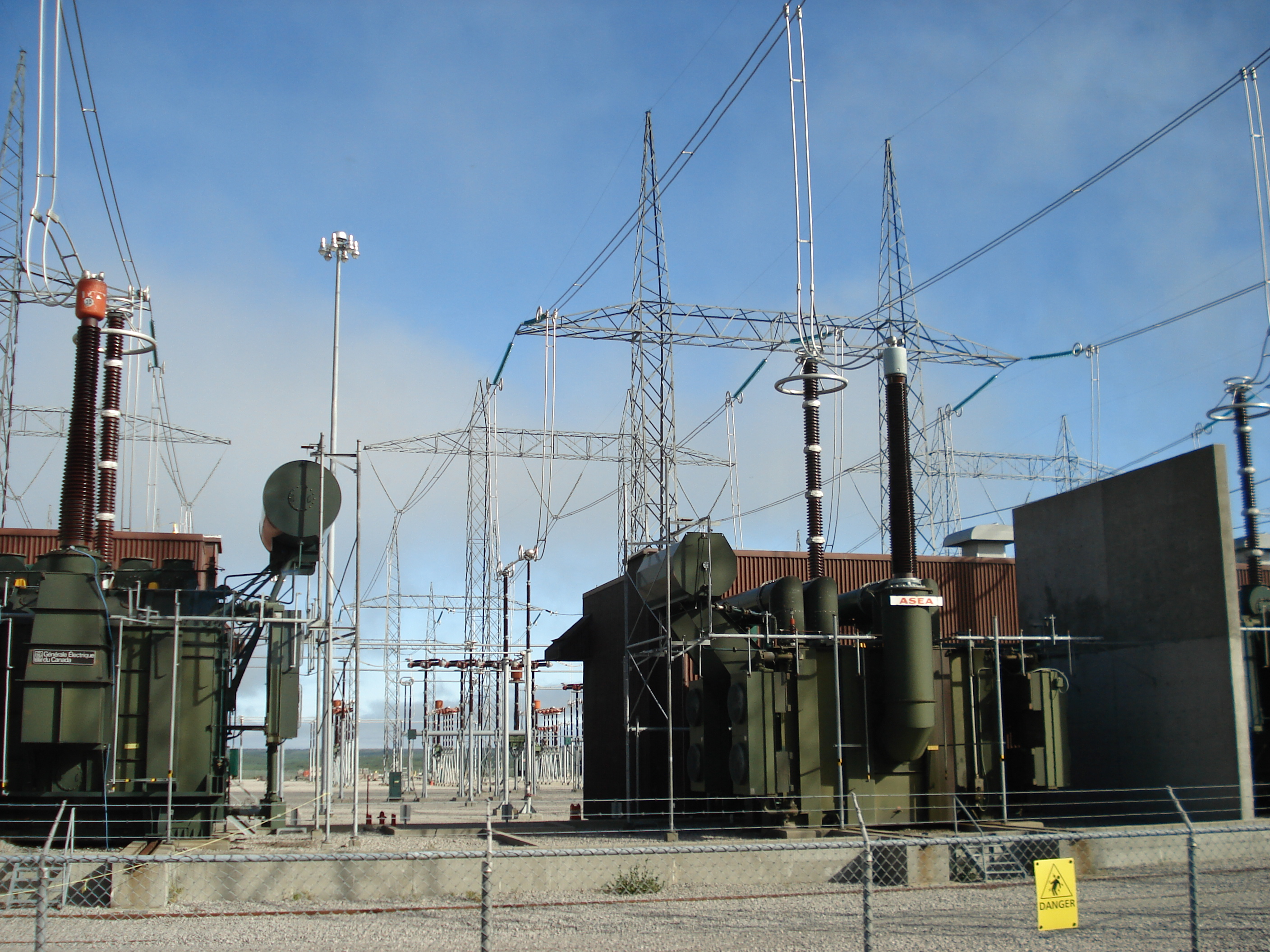
Electric transformers at the plant's switchyard.

## Ресурси Інтернету
- Hydro-Québec — Robert-Bourassa Generating Facility [Архівовано 3 вересня 2017 у Wayback Machine.]